# Sinagoga
Sinagoga (grčki: συναγωγή) je zgrada u kojoj se obavljaju vjerske aktivnosti u judaizmu (židovstvu). 
Glavna uloga sinagoge jeste zajednička molitva, premda je povezana i s privatnom ili osobnom molitvom. Sinagoga se povezuje i s učenjem i u tom svojstvu naziva se bet midraš ili "kuća učenja". Nije jasno je li u starim vremenima kuća učenja bila dio glavnog svetilišta ili se nalazila odmah do njega, kao danas.
Svrha sinagoge je da bude mjesto okupljanja, bet kneset, mjesto gdje se održavaju gradski skupovi i gdje se obavljaju poslovi. 
Od 1. stoljeća pa do danas, sinagoga se gradila tako da služi i kao konačište za putnike, bet orhim. Kada su u pitanju umjetnost i arhitektura sinagoge, židovi su se prilagođavali životu izvan Hrama, prihvaćajući dominantnu estetiku svog doba. To je svojevrstan pomak od kolektivne religije iz najranijih vremena prema individualiznoj religiji sinagoge, koja je mogla biti prenesena u sve zemlje i sve zajednice. Sve do modernih vremena, sinagoga je bila sjedište židovskog iskustva. S liberalnim usmjerenjima koje je donijela misao 18. i 19. stoljeća nastale su razne inovacije u sinagogama reformističkih i konzervativnih židova.
Njemački reformisti su uveli orgulje i glazbu u vjersku službu, što su do izvijesne mjere preuzele i konzervativne sinagoge u 20. stoljeću. Prihvaćanje propovijedi, svećeničke odjeće, govornog jezika okoline i sekularnog, pored vjerskog obrazovanja, predstavljali su osnovne elemente za razvoj suvremene sinagoge. Učešće žena u službi, prvo u reformističkoj zajednici, a kasnije i u mnogim drugim liberalnim kongregacijama, pojavilo se kao vrlo značajno pitanje čak i u ortodoksnim krugovima. Na taj način, kako je sinagoga izašla iz geta kao zajednice srednjovjekovnih vremena, moderno doba je izvršilo na nju veći uticaj od bilo kojeg drugog čimbenika u njenoj povijesti.
U starom dobu i u srednjem vijeku, sinagoga je bila nositelj svih židovskih vrijednosti, kao i središte većeg dijela aktivnosti zajednice. Danas takve sekularne stvari kao što su filantropija i cionizam imaju druge kanale. Opstajanje sinagoge kao trajne odlike židovske civilizacije ukazuje, međutim, na neprekinuti kontekst za one mitske elemente tradicije koji nadilaze povijesno vrijeme.

## Sinagoge u Hrvatskoj
Na području Hrvatske kroz protekla je stoljeća postojalo 80-ak sinagoga. Najstarije, srednjovjekovne podignute su u primorskim gradovima, Splitu i Dubrovniku i postoje i danas. Dubrovačka sinagoga je najstarija sefardska sinagoga u svijetu, od onih koje su još aktivne. Druga je najstarija sinagoga u Europi. Najveći broj sinagoga podignut je u Hrvatskoj u 19. i prvoj polovini 20. stoljeća nakon doseljavanja aškenaskih Židova iz srednje Europe u gradove, ali i neka manja mjesta. Na području Trojedne kraljevine Hrvatske, Slavonije i Dalmacije prva zgrada namjenski sagrađena kao sinagoga podignuta je u Vukovaru 1845. godine. U Osijeku su postojale čak dvije reprezentativne sinagoge, u Gornjem i Donjem gradu. Arhitektonskim rješenjem i reprezentativnošću isticala se osobito zagrebačka sinagoga, sagrađena prema projektima arhitekta Franje Kleina 1866. – 1867. godine, te sinagoge s kupolama u Vukovaru (1889.), Rijeci (1902. – 1903.) i Vinkovcima (1922. – 1923.).